# ARSAT-3K

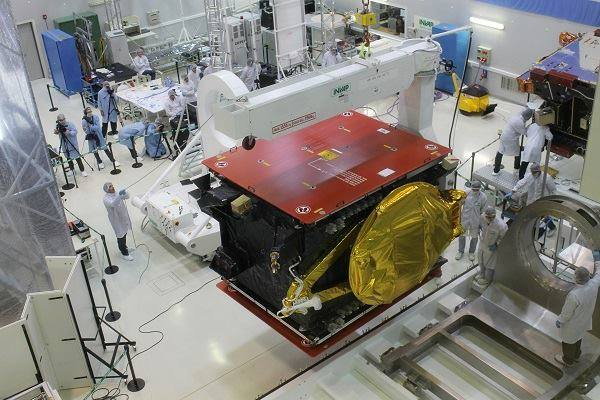
El ARSAT-1 en la sede el INVAP.

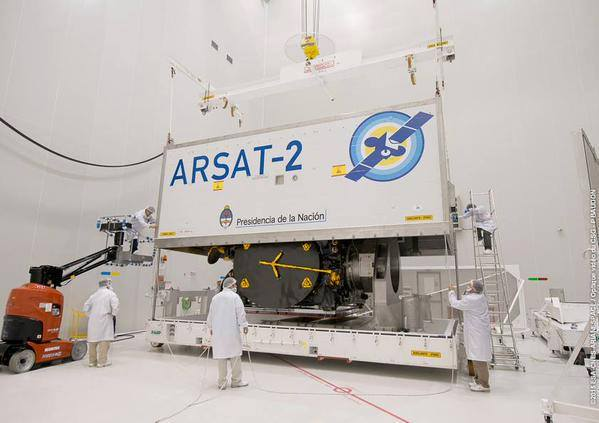
El ARSAT-2 en la sede el INVAP.

ARSAT-3K es un modelo de satélites artificiales geoestacionarios diseñados y fabricado por INVAP de Argentina por la compañía local de telecomunicaciones ARSAT SA. Se trata de plataformas pequeñas (4,2 kW de generación de energía y 3.000 kg de masa de lanzamiento) y tres ejes estabilizadores diseñados, fabricados y probados completamente en la Argentina. Es capaz de transportar hasta 350 kg de carga útil con un consumo máximo de energía de 3,4 kW al final de la vida. En la actualidad sólo se utiliza la propulsión química, pero se está desarrollando una solución híbrida que utilizaría la propulsión bi-propelente para la elevación de la órbita y la propulsión eléctrica para el mantenimiento de la posición. Se planea una versión de propulsión puramente eléctrica.

## Versiones de plataforma

### ARSAT-3K
Es la versión inicial de este modolo. Es comparable al Spacebus 3000B2 de Thales Alenia Space. Utiliza un sistema de propulsión química integrada suministrada por EADS Astrium, tanto para elevación de la órbita como el mantenimiento en su posición.

### ARSAT-3H
Es la segunda versión de este modelo, que inició su desarrollo durante el año 2015. Se utilizará un enfoque híbrido con propulsión bi-propelente para la elevación hacia la órbita geoestacionaria y la propulsión eléctrica para el mantenimiento de la posición. Asimismo, mantendrá la masa de lanzamiento de tres toneladas, pero han mejorado las capacidades, siendo capaz de llevar hasta 350 kilogramos de carga útil con un consumo máximo de 7 kW al final de su vida de diseño.

### ARSAT-3E
El ARSAT-3E será la tercera versión de la esta clase de satélites. Se utilizará la propulsión eléctrica exclusivamente. Asimismo, mantendrá la carga útil y la potencia envolvente de la ARSAT-3H, mientras que aplicará mejoras a los costos y la reducción de peso.

## Listado de satélites
El Plan Satelital Geoestacionario Argentino 2015-2035 establece un programa a seguir para el desarrollo de la plataforma hasta 2035.
| Satélite  | Modelo   | Carga útil        | Posición orbital | Lanzamiento                        | Estado          |
| --------- | -------- | ----------------- | ---------------- | ---------------------------------- | --------------- |
| ARSAT-1   | ARSAT-3K | Ku band           | 71.8° Oeste      | 21:43:52, 16 de octubre de 2014    | En operaciones  |
| ARSAT-2   | ARSAT-3K | Ku band y Banda C | 81° Oeste        | 20:30:00, 30 de septiembre de 2015 | En operaciones  |
| ARSAT-SG1 |          |                   | 81° Oeste        |                                    | En construcción |